# Бугульминский район
Бугульми́нский райо́н (тат. Бөгелмә́ районы́) — административно-территориальная единица и муниципальное образование (муниципальный район) в составе Республики Татарстан Российской Федерации. Находится на юго-востоке региона. Административный центр — город Бугульма.
Город получил своё название от реки Бугульминки. Поселение на месте современного города впервые упоминается в источниках 1736 года. В царской России Бугульминский уезд был частью Оренбургской, а впоследствии Самарской губерний. В 1920 году уезд был преобразован в одноимённый кантон в составе ТАССР. 10 августа 1930-го кантон разделили на несколько районов, в числе которых был Бугульминский.

## География
Бугульминский муниципальный район расположен в юго-востоке Татарстана и имеет границы с Азнакаевским, Альметьевским, Бавлинским, Лениногорским и Ютазинским районами республики, а также Самарской (Клявлинский район) и Оренбургской (Северный район) областями. Общая площадь составляет 1405 км².
Район пролегает на одноимённом плато высотой 200—300 метров. Водные ресурсы представлены реками Бугульминский Зай, Степной Зай, Дымка и Сула. Климат юго-востока Татарстана умеренно-континентальный с влажным летом и умеренно холодной зимой. В районе представлено характерное для умеренных широт разнообразие флоры и фауны — приблизительно 913 видов растений и 294 вида животных. Некоторые из видов занесены в Красную книгу. На территории района расположены особо охраняемые природные объекты и заказники. Среди наиболее значительных: заказники «Адонисовый лес» и «Ново-Александровский склон», памятники природы — Карабашская гора, Татарско-Дымская поляна, река Ютаза, археологические памятники II тысячелетия до новой эры и другие объекты.

## Герб и флаг
Современные герб и флаг Бугульминского муниципального района утвердили в феврале 2007 года, а в мае внесли в Государственный геральдический реестр Татарстана и России. Работу выполнил авторский коллектив при Геральдическом совете при президенте республики. Герб представляет собой прямоугольное полотно, изображающее белый купол со шпилем на красном фоне, зелёный холм под куполом над белой волнистой полосой и нижнее голубое основание с изображением рыбы.
Доминирующий красный фон, зелёная полоса и белая кайма повторяют цвета национального флага Татарстана. Голубая полоса с рыбой олицетворяет изобилие речных ресурсов района, а белая (серебряная) волна символизирует реку Бугульминку. Зелёный холм указывает на природный ландшафт региона и является аллегорией развития сельского хозяйства и аграрного роста района. Ажурный купол — обобщённое изображение многообразия религий — подчёркивает историко-культурное наследие региона и мирное сосуществование различных национальных и религиозных групп. Флаг повторяет элементы герба за исключением зелёной полосы, которая изображена прямой, а не холмистой линией.

## Этимология
Бугульминский район получил своё названия от одноимённого населённого пункта (сейчас — районный центр). Как указывает географ Евгений Поспелов, поселение было основано в 1736 году при впадении реки Бугульма (Бугульминка) в реку Зай. Гидроним «Бугульме», давший название поселению и району, происходит от татарского бегелме — «извилина, изгиб».

## История

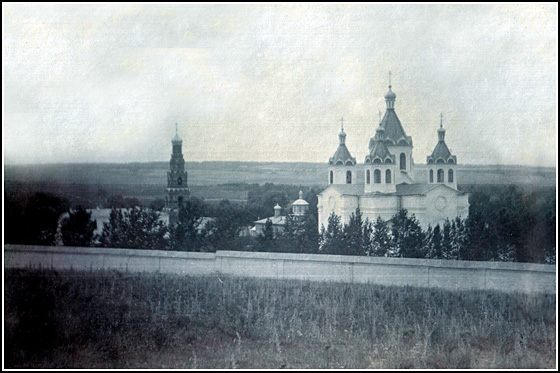
Бугульминский Александро-Невский монастырь, Свято-Троицкий храм и колокольня

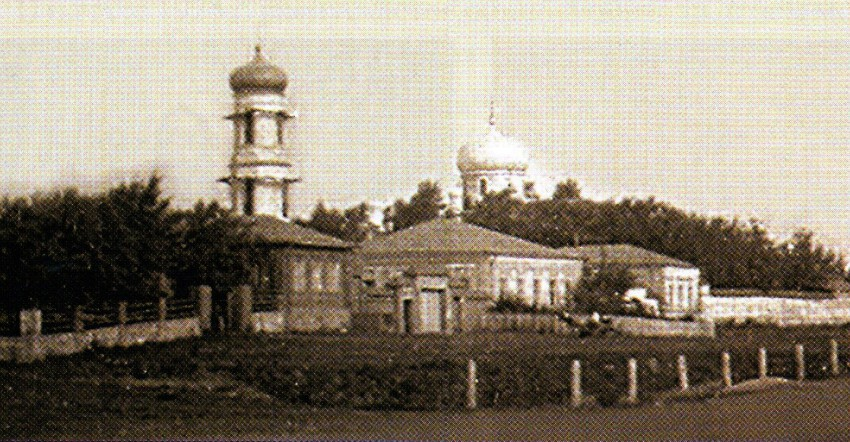
Казанско-Богородицкий Бугульминский женский монастырь в Бугульме

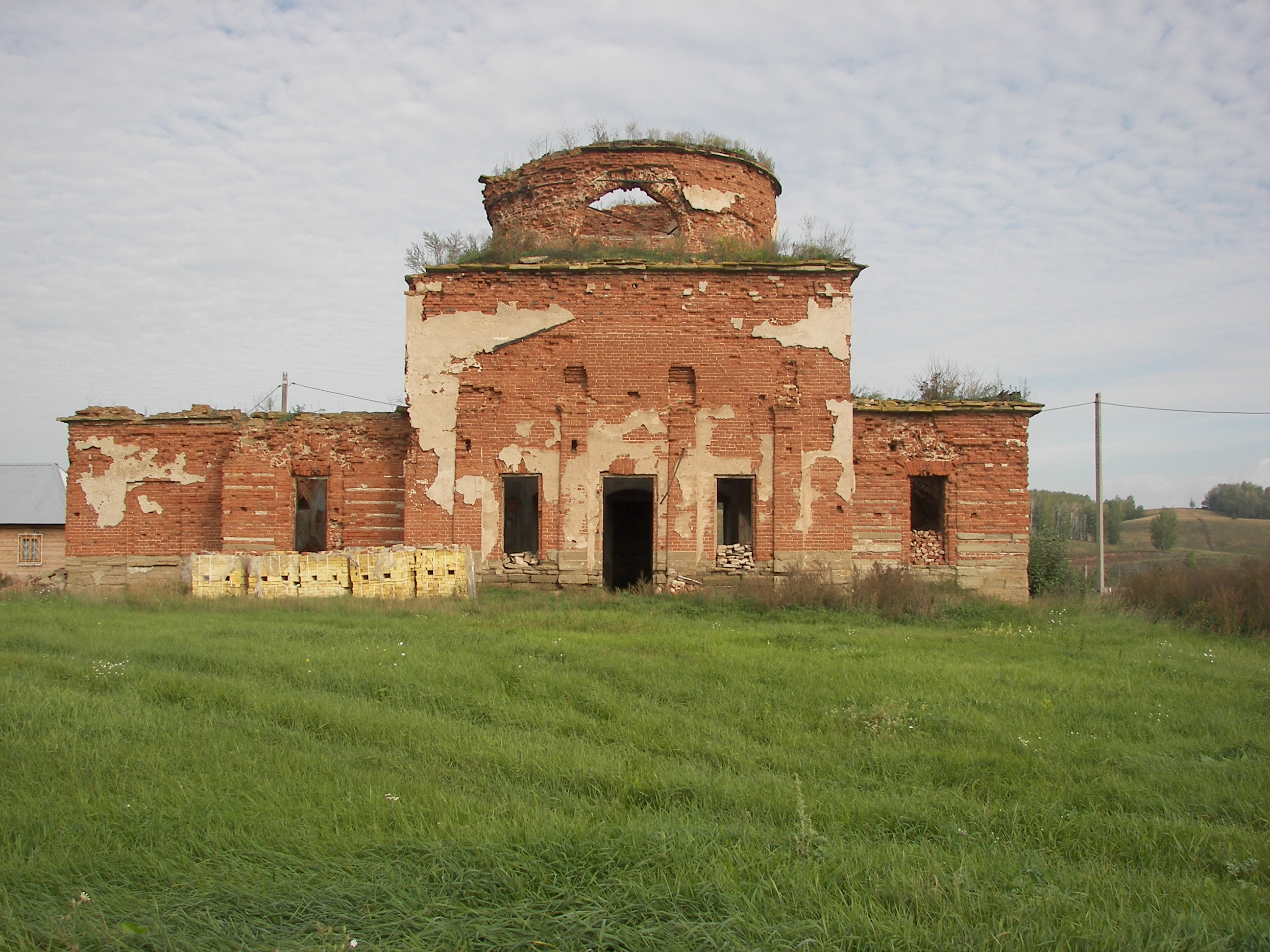
Церковь Петра и Павла в селе Ключи

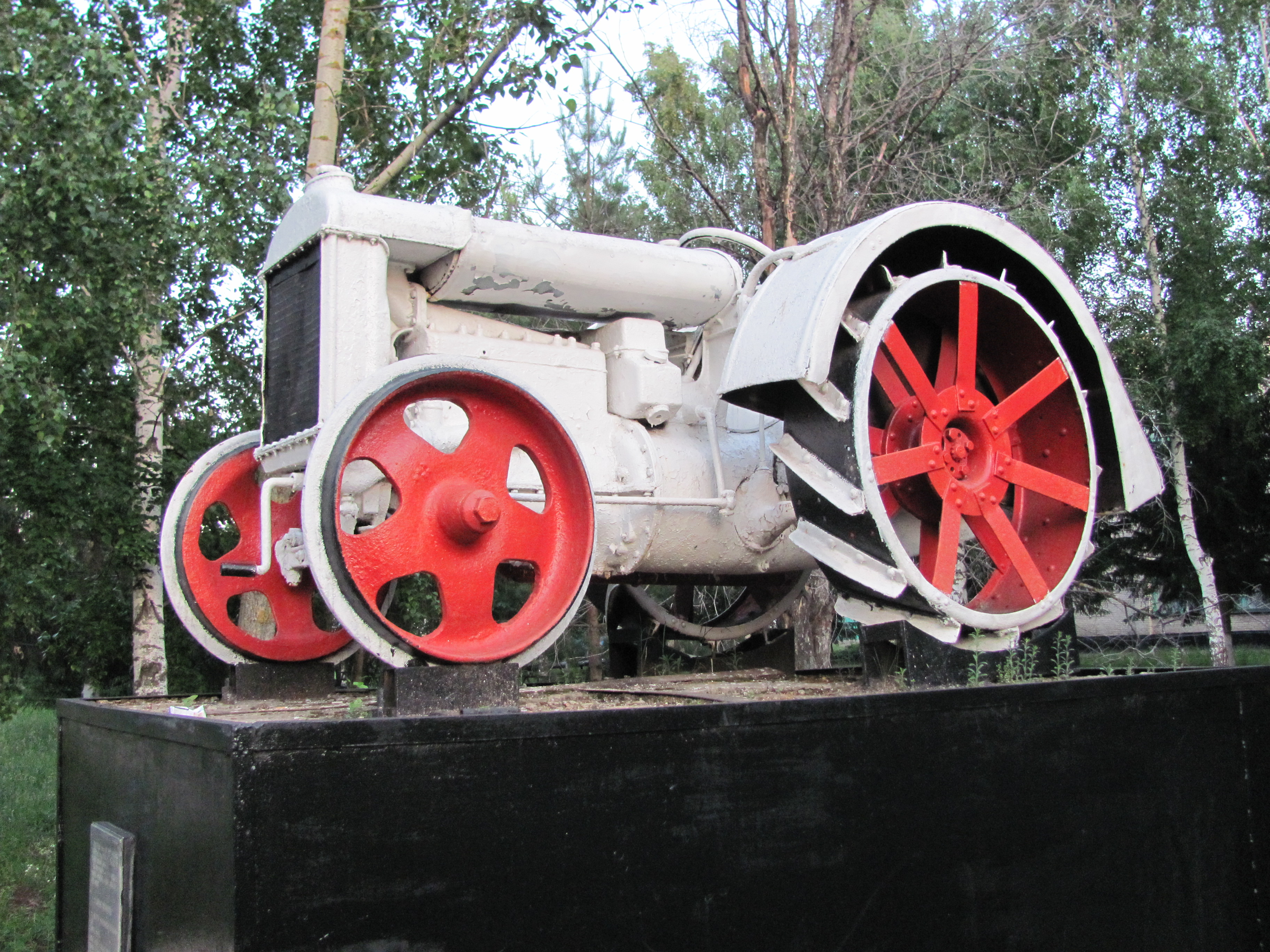
Трактор на постаменте, Бугульма

Согласно историку-краеведу Станиславу Недобежкину первое упоминание о Бугульме относится к 1521 году. До 1630-х годов земли юго-восточного Закамья находились под влиянием Ногайской Орды и были мало заселены. По данным историка Айдара Ногманова, лишь в начале XVIII века после оттеснения ногайцев и калмыков эти территории начали активно осваиваться оседлым земледельческим населением. Первое упоминание Бугульминской слободы восходит к 1736 году. В течение следующих десятилетий население слободы быстро росло. В 1740-х здесь открыли земскую контору, сделавшую Бугульму административным центром близлежащих слобод. Историки объясняют это возвышение близостью к важному почтовому и торговому тракту — Большой Московской дороге, а также соседством иноверческих слобод, за которыми царское правительство требовало особого контроля. В 1744 году Бугульминская слобода состояла под прямым управлением Сената, который издал указ о высылке сюда ссыльных. Во время Пугачёвского бунта 1773—1775-х в Бугульме также располагался имперский штаб по противостоянию мятежникам. Таким образом, Бугульминская слобода в XVIII веке стала важным форпостом Российской империи для освоения и управления территориями, заселёнными «инородцами».
Да Бугульминская земская контора с подчинёнными к ней слободами и жительствами на Большой Московской дороге, у которой под ведомством состоят другие слободы, а именно: Письмянская, Кувацкая, Богоросланская, Кандыжская и ещё разные по той большой дороге в сторонах от неё находящиеся российские и иноверческие жительства.Историк и краевед Пётр Рычков, вторая треть XVIII века
В 1781 году Бугульма получила статус уездного города и вместе с примыкающими к ней землями вошла в юрисдикцию Уфимского наместничества. В 1796-м новообразованный Бугульминский уезд перешёл к Оренбургской губернии, а в середине XIX столетия был включён в Самарскую.
На конец XVIII века в Бугульминский уезд входило 176 населённых пункта, через которые проходили четыре почтовые дороги. Во второй половине XIX столетия в уезде числилось около 335 поселений, а его площадь составляла около 10 тысяч вёрст. По данным всеобщей переписи 1897 года, население Бугульминского уезда составляло уже около 300 тысяч человек различного вероисповедания и этнической принадлежности. Приблизительно 47 % населения уезда были русскими, около 30 % — башкирами, 15 % татарами, кроме них проживали чуваши, мордва и другие народности. В уезде работали земские и церковно-приходские школы, а в татарских поселениях — медресе.
После Октябрьской революции к власти в Поволжье пришли Советы. В последующие годы гражданской войны Бугульма несколько раз оказывалась под контролем воюющих сторон. 13 октября 1918 года Красная армия заняла город, однако уже весной следующего года большевики были оттеснены Колчаком. По данным краеведов, в это время чешский писатель Ярослав Гашек служил в Бугульме помощником коменданта и написал здесь ряд сатирических работ. С 1966 года в городе работает литературно-мемориальный музей чешского писателя. В середине мая 1919 года город вновь оказался под контролем большевиков. Местные татаро-башкирские формирования сыграли важную роль в противостоянии белым на Восточном фронте.
В 1920 году Бугульминский уезд был преобразован в одноимённый кантон в составе ТАССР. Через год в Поволжье наступил голод, от которого в общей сложности пострадало около 2 млн человек. В Бугульминском кантоне от недостатка еды скончалось более 35 тысяч жителей.
В 1930 году территорию кантона разделили на Альметьевский, Бавлинский, Бугульминский, Тумутукский и Шугуровский районы. Впоследствии границы Бугульминского района менялись. Например, в 1963 году к нему присоединили территории Бавлинского и Ютазинского районов Татарстана, из-за чего площадь преобразованного Бугульминского района возросла до 3924 км², а население превысило 71 тысячу человек. Через два года районы были реорганизованы, и площадь Бугульминского района уменьшилась до 1419 км². В 1974 году инженеры и архитекторы впервые разработали генеральный план Бугульмы, по которому велись работы последующие десятилетия: выстроили спорткомплекс «Юность», здание «ВНИИнефть», гостиница «Бугульме», Дворец молодёжи и другие постройки.

## Население

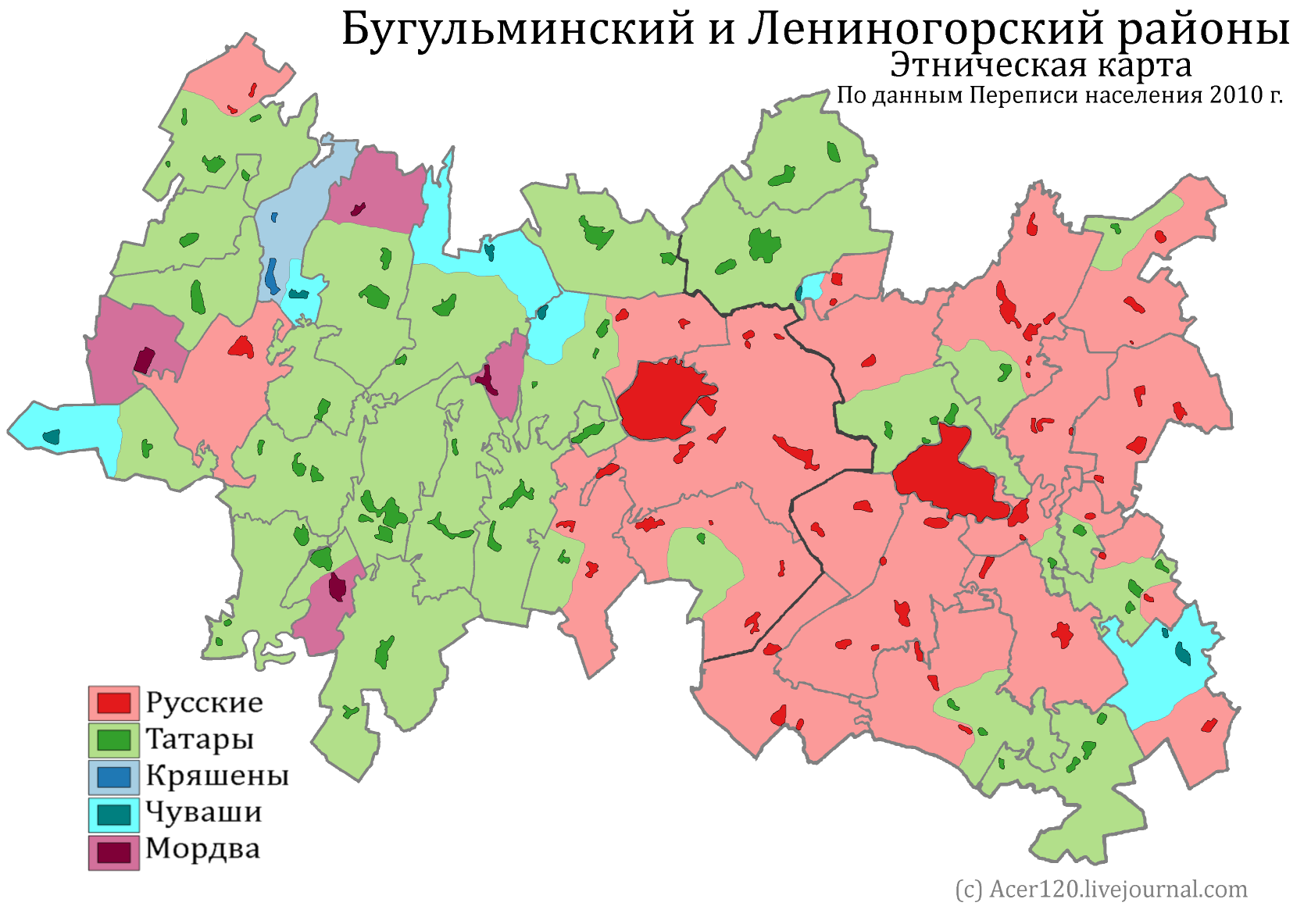
Этническая карта Бугульмитского и Лениногорского районов

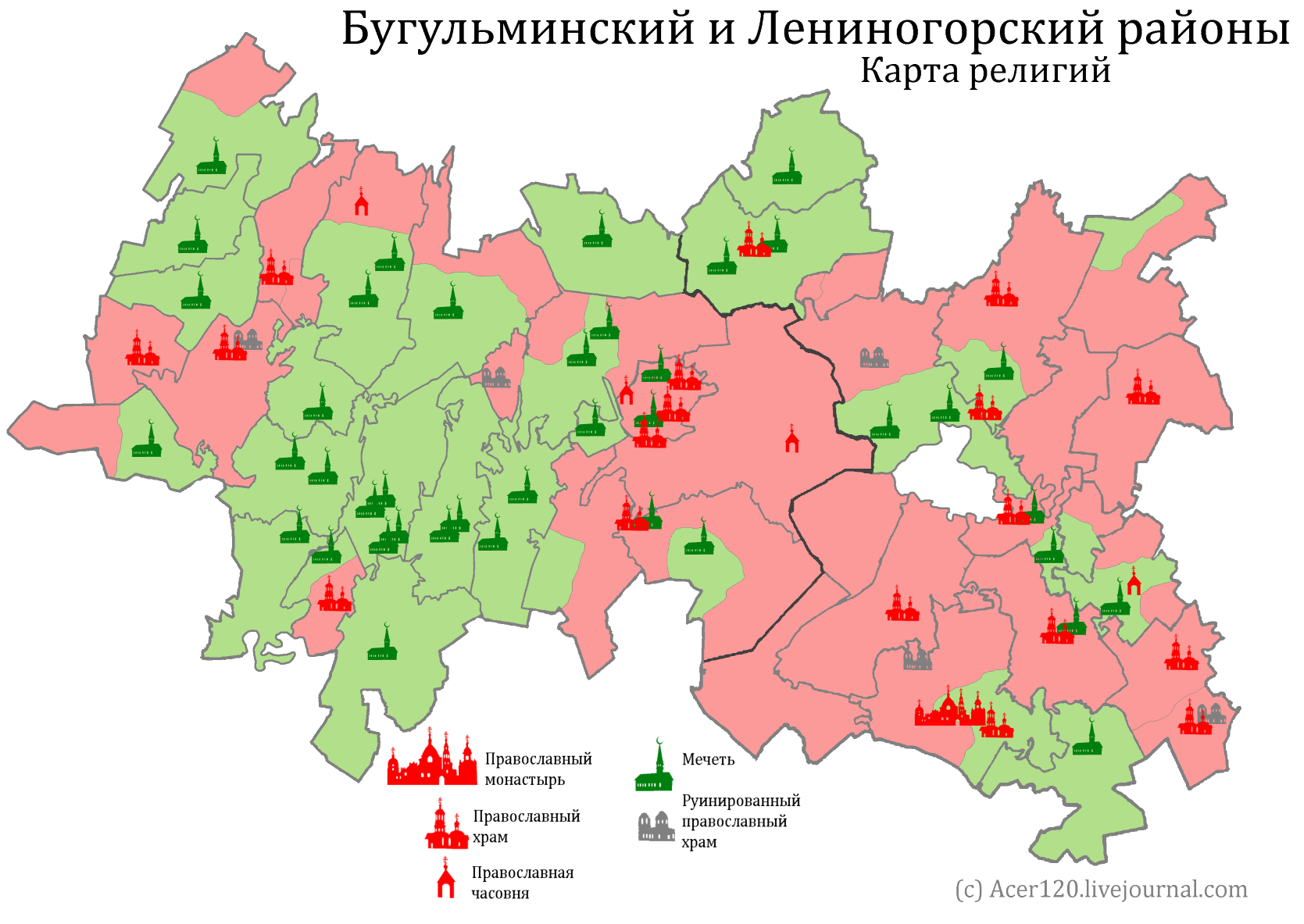
Религиозная карта Бугульмитского и Лениногорского районов

В городских условиях (город Бугульма и пгт Карабаш) проживают 82,62 % населения района. Согласно итогам Всероссийской переписи населения 2020 года(из числа указавших национальность), русские составляют 58,2 % населения района, татары — 36,3 %, чуваши — 1,6 %, мордва — 1,2 %. Бугульминский район один из 10 районов республики, где русские составляют большинство.
| 1939     | 1959     | 1970     | 1979     | 1989     | 2002     |
| -------- | -------- | -------- | -------- | -------- | -------- |
| 50 707   | ↘26 837  | ↘25 241  | ↘21 337  | ↘19 767  | ↗22 205  |
| 2003     | 2004     | 2005     | 2006     | 2007     | 2008     |
| ↗23 400  | ↘22 100  | ↘22 060  | ↘22 017  | ↘21 981  | ↗112 299 |
| 2009     | 2010     | 2011     | 2012     | 2013     | 2014     |
| ↘22 095  | ↗22 261  | ↗111 277 | ↘110 471 | ↘109 727 | ↘109 156 |
| 2015     | 2016     | 2017     | 2018     | 2019     | 2021     |
| ↘108 608 | ↘107 829 | ↘107 015 | ↘105 819 | ↘104 416 | ↘101 975 |

## Муниципально-территориальное устройство
В Бугульминском муниципальном районе 2 городских и 17 сельских поселений и 65 населённых пунктов в их составе.
| №        | Муниципальное образование              | Админ. центр                  | Количество населённых пунктов | Население | Площадь, км² |
| -------- | -------------------------------------- | ----------------------------- | ----------------------------- | --------- | ------------ |
| 1e-06    | Городские поселения                    |                               |                               |           |              |
| 1        | город Бугульма                         | город Бугульма                | 1                             | ↘79 545   |              |
| 2        | посёлок городского типа Карабаш        | пгт Карабаш                   | 2                             | ↘4860     |              |
| 2.000002 | Сельские поселения                     |                               |                               |           |              |
| 3        | Акбашское сельское поселение           | железнодорожная станция Акбаш | 3                             | ↗710      |              |
| 4        | Берёзовское сельское поселение         | посёлок Берёзовка             | 5                             | ↘2406     |              |
| 5        | Большефедоровское сельское поселение   | посёлок Победа                | 3                             | ↘434      |              |
| 6        | Восточное сельское поселение           | посёлок Восточный             | 2                             | ↘745      |              |
| 7        | Вязовское сельское поселение           | посёлок Вязовка               | 2                             | ↘657      |              |
| 8        | Зеленорощинское сельское поселение     | деревня Зелёная Роща          | 5                             | ↘1344     |              |
| 9        | Ключевское сельское поселение          | село Ключи                    | 4                             | ↘695      |              |
| 10       | Кудашевское сельское поселение         | село Кудашево                 | 2                             | ↘704      |              |
| 11       | Малобугульминское сельское поселение   | село Малая Бугульма           | 3                             | ↗2080     |              |
| 12       | Наратлинское сельское поселение        | село Наратлы                  | 3                             | ↘691      |              |
| 13       | Новоалександровское сельское поселение | село Новая Александровка      | 3                             | ↘474      |              |
| 14       | Новосумароковское сельское поселение   | село Новое Сумароково         | 4                             | ↘471      |              |
| 15       | Петровское сельское поселение          | село Петровка                 | 5                             | ↘616      |              |
| 16       | Подгорненское сельское поселение       | посёлок Подгорный             | 7                             | ↘2410     |              |
| 17       | Спасское сельское поселение            | село Спасское                 | 2                             | ↘649      |              |
| 18       | Староисаковское сельское поселение     | село Старое Исаково           | 5                             | ↗542      |              |
| 19       | Татарско-Дымское сельское поселение    | село Татарская Дымская        | 4                             | ↘634      |              |

| №  | Населённый пункт     | Тип                               | Население | Муниципальное образование              |
| -- | -------------------- | --------------------------------- | --------- | -------------------------------------- |
| 1  | Акбаш                | посёлок железнодорожной станции   |           | Акбашское сельское поселение           |
| 2  | Аксай                | посёлок                           |           | Подгорненское сельское поселение       |
| 3  | Акшуат               | деревня                           |           | Ключевское сельское поселение          |
| 4  | Алга                 | посёлок                           |           | Малобугульминское сельское поселение   |
| 5  | Алкино               | деревня                           |           | Большефедоровское сельское поселение   |
| 6  | Андреевка            | село                              |           | Акбашское сельское поселение           |
| 7  | Анненково            | деревня                           |           | Староисаковское сельское поселение     |
| 8  | Аргуновка            | посёлок железнодорожного разъезда |           | Новосумароковское сельское поселение   |
| 9  | Базаровка            | посёлок железнодорожного разъезда |           | Зеленорощинское сельское поселение     |
| 10 | Бакирово             | деревня                           |           | Староисаковское сельское поселение     |
| 11 | Батыр                | деревня                           |           | Подгорненское сельское поселение       |
| 12 | Берёзовка            | посёлок                           |           | Берёзовское сельское поселение         |
| 13 | Берлек               | деревня                           |           | Петровское сельское поселение          |
| 14 | Большая Покровка     | деревня                           |           | Ключевское сельское поселение          |
| 15 | Бугульма             | город                             | ↘79 545   | город Бугульма                         |
| 16 | Восточный            | посёлок                           |           | Восточное сельское поселение           |
| 17 | Вязовка              | посёлок                           |           | Вязовское сельское поселение           |
| 18 | Елховка              | деревня                           |           | Большефедоровское сельское поселение   |
| 19 | Еновка               | деревня                           |           | Восточное сельское поселение           |
| 20 | Ефановка             | деревня                           |           | Спасское сельское поселение            |
| 21 | Ефановка             | посёлок железнодорожного разъезда |           | Малобугульминское сельское поселение   |
| 22 | Забугоровка          | деревня                           |           | Зеленорощинское сельское поселение     |
| 23 | Зай                  | посёлок железнодорожной станции   |           | Новоалександровское сельское поселение |
| 24 | Зелёная Роща         | деревня                           |           | Зеленорощинское сельское поселение     |
| 25 | Иркен                | деревня                           | ↘149      | посёлок городского типа Карабаш        |
| 26 | Карабаш              | пгт                               | ↘4704     | посёлок городского типа Карабаш        |
| 27 | Кзыл-Чишма           | деревня                           |           | Кудашевское сельское поселение         |
| 28 | Кирилловка           | деревня                           |           | Акбашское сельское поселение           |
| 29 | Ключевка             | село                              |           | Наратлинское сельское поселение        |
| 30 | Ключи                | село                              |           | Ключевское сельское поселение          |
| 31 | Коногоровка          | село                              |           | Вязовское сельское поселение           |
| 32 | Коробково            | деревня                           |           | Петровское сельское поселение          |
| 33 | Кудашево             | село                              |           | Кудашевское сельское поселение         |
| 34 | Малая Бугульма       | село                              |           | Малобугульминское сельское поселение   |
| 35 | Надеждино            | деревня                           |           | Зеленорощинское сельское поселение     |
| 36 | Наратлы              | село                              |           | Наратлинское сельское поселение        |
| 37 | Новая Александровка  | село                              |           | Новоалександровское сельское поселение |
| 38 | Новое Исаково        | деревня                           |           | Староисаковское сельское поселение     |
| 39 | Новое Сумароково     | село                              |           | Новосумароковское сельское поселение   |
| 40 | Петровка             | посёлок                           |           | Наратлинское сельское поселение        |
| 41 | Петровка             | село                              |           | Петровское сельское поселение          |
| 42 | Победа               | посёлок                           |           | Большефедоровское сельское поселение   |
| 43 | Подгорный            | посёлок                           |           | Подгорненское сельское поселение       |
| 44 | Подлесный            | посёлок                           |           | Берёзовское сельское поселение         |
| 45 | Прогресс             | посёлок                           |           | Берёзовское сельское поселение         |
| 46 | Райлан               | деревня                           |           | Татарско-Дымское сельское поселение    |
| 47 | Ростовка             | село                              |           | Новосумароковское сельское поселение   |
| 48 | Соколка              | село                              |           | Подгорненское сельское поселение       |
| 49 | Сокольский           | посёлок                           |           | Подгорненское сельское поселение       |
| 50 | Солдатская Письмянка | село                              |           | Берёзовское сельское поселение         |
| 51 | Солояз               | деревня                           |           | Подгорненское сельское поселение       |
| 52 | Сосновка             | деревня                           |           | Петровское сельское поселение          |
| 53 | Спасское             | село                              |           | Спасское сельское поселение            |
| 54 | Старая Казанка       | деревня                           |           | Новоалександровское сельское поселение |
| 55 | Старое Исаково       | село                              |           | Староисаковское сельское поселение     |
| 56 | Старое Сумароково    | село                              |           | Подгорненское сельское поселение       |
| 57 | Сугушла              | деревня                           |           | Староисаковское сельское поселение     |
| 58 | Сула                 | деревня                           |           | Петровское сельское поселение          |
| 59 | Сула                 | деревня                           |           | Татарско-Дымское сельское поселение    |
| 60 | Суык-Чишма           | деревня                           |           | Татарско-Дымское сельское поселение    |
| 61 | Таллы-Буляк          | деревня                           |           | Берёзовское сельское поселение         |
| 62 | Татарская Дымская    | село                              |           | Татарско-Дымское сельское поселение    |
| 63 | Чирково              | село                              |           | Ключевское сельское поселение          |
| 64 | Якты-Ялан            | деревня                           |           | Новосумароковское сельское поселение   |
| 65 | Яналиф               | деревня                           |           | Зеленорощинское сельское поселение     |

## Экономика

### XVIII—XX века
Освоение территорий Поволжья в XVIII—XIX веках сопровождалось распространением сельского хозяйства, животноводства и торговли. Основной сельскохозяйственной культурой региона была рожь. Местное население также выращивало овёс, гречу, просо, мак и другие культуры. Историк Халида Багаутдинова отмечает, что для татар-хлебопашцев в хозяйстве был очень важен лес. По её мнению, Бугульминский район долгое время был одним из наиболее «лесных» уездов губернии. Лесозаготовки использовали для обогрева жилища и строительства дома и хозяйственных построек. В свою очередь одной из наиболее острых проблем края были частые пожары.
Бугульма стала важным региональным центром торговли и занимала выгодное географическое положение по дороге из Уфы и Оренбурга в Казань. На протяжении XIX века в Бугульме и прилегающих землях регулярно проводились базары и ярмарки. Одна из них — Воздвиженская — была самой крупной в Приуралье. Помимо торговли и сельского хозяйства, в регионе развивалась промышленность. В XIX веке здесь действовало несколько водочных и винокуренных заводов, кожевенная и суконная фабрики, а также конные заводы. В 1911 году в уезд провели Волго-Бугульминскую железную дорогу, а в 1937-м году открыли аэропорт.
Первые десятилетия Советской власти были тяжёлыми для экономики Поволжья: в 1921—1922 годах разразился голод, а начало 1930-х характеризовалось принудительной коллективизацией. Послевоенный период характеризовался урбанизацией и развитием нефтедобывающей промышленности в Татарстане. В 1948 году в 20 км от Бугульмы было открыто Ромашкинское нефтяное месторождение — одно из наиболее крупных в Волго-Уральском регионе России. В 1950-х в Бугульме была создана группа «Татнефть» и открыт Татарский научно-исследовательский и проектный институт нефти (ТатНИПИнефть), что дало импульс к развитию города. За короткий срок население города выросло в десять раз, и до конца 1960-х Бугульма оставался вторым по численности город республики.

### Современное состояние
На 2020 год Бугульма является одним из центров нефтедобывающей промышленности Татарстана. Наиболее крупными являются предприятия, работающие в нефтесервисе: «ТНГ-Групп», «Бугульминский механический завод» «Татнефть», Бугульминский электронасосный завод, «Завод железобетонных изделий», НПО «Новые технологии эксплуатации скважин» и другие. В 2017 году научно-производственная компания «Газовые комплексные системы» запустили в Бугульме новый цех по производству крупногабаритного оборудования, объём инвестиций которого составил более 100 млн рублей. В общей сложности доля промышленных компаний в валовом региональном продукте составляет около 30 %. Чтобы диверсифицировать риски, администрация поддерживает развитие предприятий по производству пищевых продуктов, так, здесь работают комбинаты хлебопродуктов, молочный и мясокомбинат.
Ориентир на развитие аграрного сектора делает регион привлекательным для инвестирования. По данным экономистов, в инновационную деятельность вовлечены крупные компании и предприятия Бугульминского района, численность рабочей силы которых варьируется от 400 до 6000 человек. В предыдущем десятилетии наибольшие инвестиции приходились на отрасль машиностроения (около 45 %), геологическую разведку (21 %), в области приборостроения и научных исследований доля инвестиций составляла 12 % и 17 % соответственно. За 2008—2010 годы наименьший процент инвестиций осуществлялся в пищевой промышленности — около 0,2 % от общего объёма. С 2010-го возрастает внимание к пищевой отрасли и привлечение внешних и внутренних инвестиций в экономику Бугульминского района. Экономисты отмечают, что валовый региональный продукт Бугульминского района ежегодно растёт на 5-6 %, а уровень безработицы в целом ниже среднего по республике. В 2017 году объём продукции района составил 15 млрд рублей.

### Транспорт

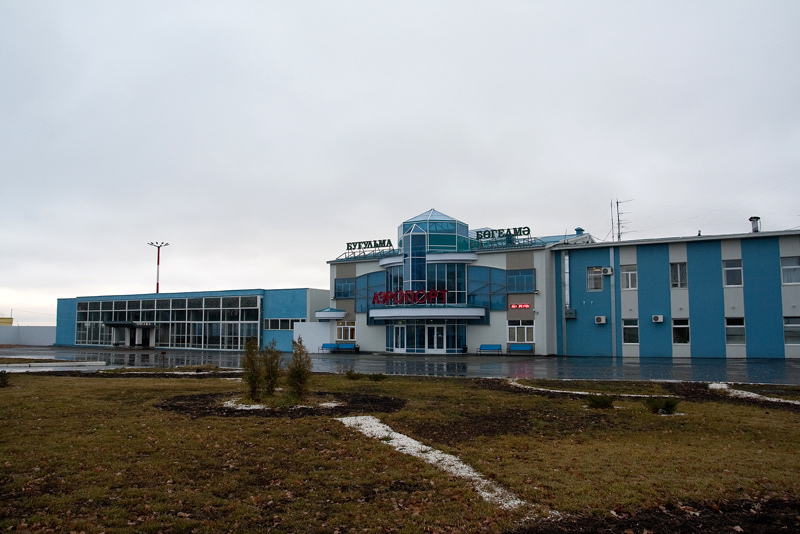
Аэропорт в Бугульме

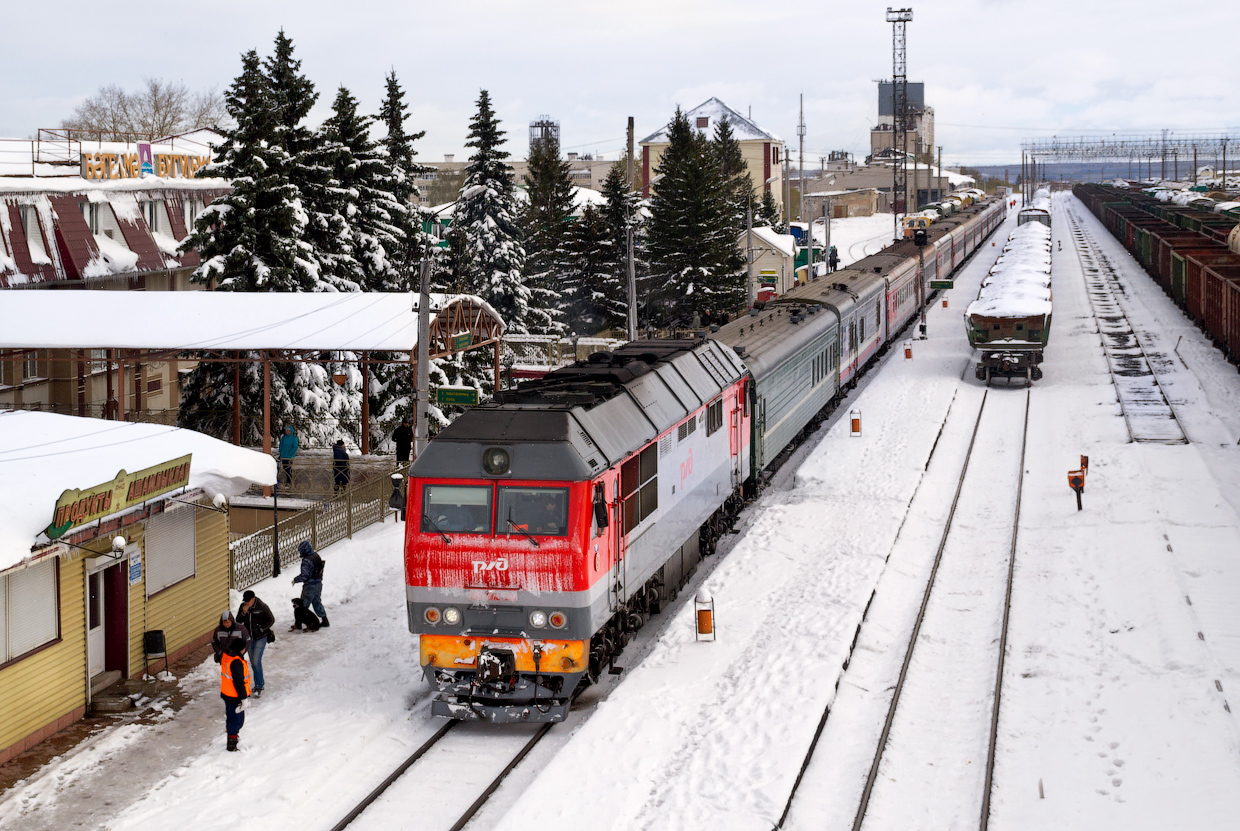
Ж/д-станция «Бугульма»

Бугульма — крупный транспортный центр юго-востока республики. Здесь расположен железнодорожный узел на линии Ульяновск — Уфа. По району проходит ряд автодорог: Р-239 Казань — Оренбург — граница с Казахстаном, М-5 «Урал» Москва — Самара — Челябинск (на юго-востоке), 16К-0606 Бугульма — Лениногорск, 16К-0078 Бугульма — Азнакаево, 16К-0607 Карабаш (Р-239) — Лениногорск. В южной части района проходит трасса проектируемой автомагистрали Западная Европа — Западный Китай. К северу от Бугульмы находится региональный аэропорт «Бугульма», обслуживающий города Альметьевской агломерации.

## Социальная сфера

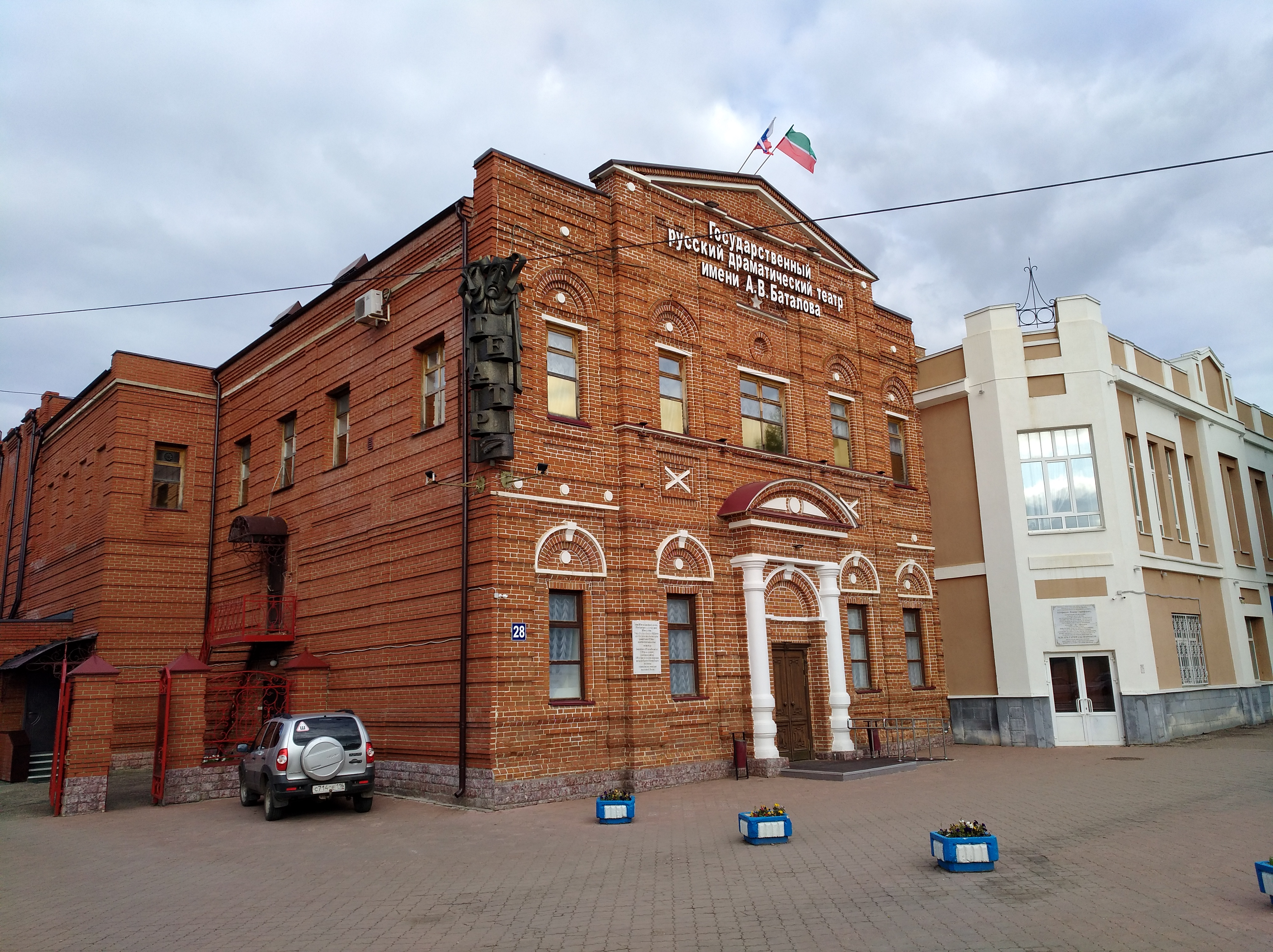
Драмтеатр имени Баталова

Рост нефтедобывающей промышленности в регионе обусловил развитие научной и образовательной деятельности по поиску и разработке нефтяных и газовых месторождений, строительству скважин и оборудования. Основанная в 1956 году ТатНИПИнефть является крупнейшим научным центром нефтяной отрасли на юго-востоке Татарстана.
На 2020 год в Бугульме и районе открыты филиал Казанского национального исследовательского технологического университета, Научно-технологический центр Урало-Поволжья, учебные учреждения среднего образования, общеобразовательные школы, детские сады и другие. В спортивную инфраструктуру входят такие крупные объекты, как стадион «Энергетик» с лыжной базой и Ледовый дворец «Юбилейный». С 1935 года в Бугульме работает Бугульминский государственный русский драматический театр имени Алексея Баталова. Открыты Бугульминский краеведческий музей и Литературно-мемориальный музей Ярослава Гашека.
В районе проживают представители более 50 национальностей, некоторые из которых имеют собственные школы на национальных языках, действуют храмы различных конфессий и религий. Издаются районные газеты «Бөгелмә авазы» («Голос Бугульмы») и «Бугульминская газета» на татарском и русском языках.

## Достопримечательности
В городе и районе сохранилось много исторических памятников, среди них:
- Бугульминский краеведческий музей
- Литературно-мемориальный музей Ярослава Гашека и памятники писателю и его известному литературному герою — солдату Швейку
- Доходный дом купца Ш. Л. Хакимова
- Имение краеведа и историка Петра Рычкова в селе Спасское
- Мемориал «Вечной славы» с вечным огнём у его подножия
- Мемориальный комплекс и обелиск 352-й Оршанской дивизии ВОВ
- Паровоз-памятник Л-1765 (Л-9669) в честь 100-летия станции Бугульма
- Памятник жертвам «Вилочного восстания», установленный в 1920-м и другое[55][17]